# Phrynobatrachus sulfureogularis
Phrynobatrachus sulfureogularis es una especie  de anfibios de la familia Ranidae.

## Distribución geográfica
Se encuentra en Burundi. 